# Гошовський Юліан
Юліан Гошовський (псевдо «Мак», «Плоховський»; 2 січня 1908, с. Фалиш, нині Стрийський район, Львівська область — 31 липня 1981, м. Кергонксон, США) — діяч ОУН, інженер, технічний розробник підпільної радіостанції «Самостійна Україна».

## Життєпис

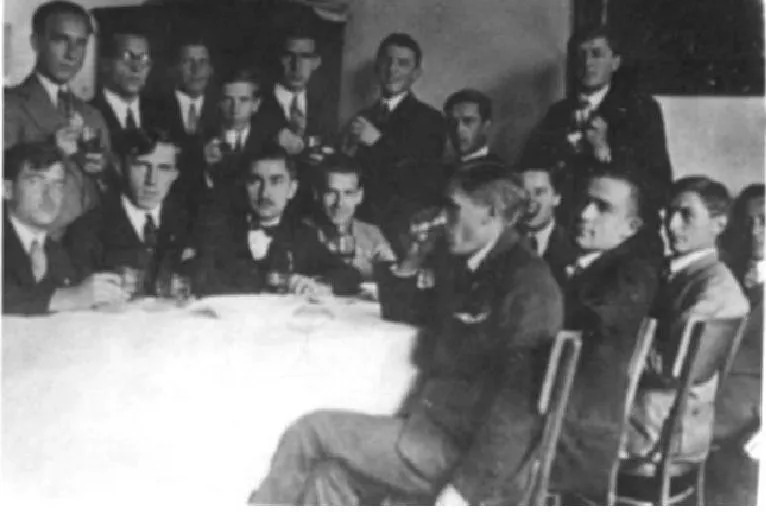
Курінна рада пластового куреня «Червона Калина». Сидять зліва направо: Степан Охримович, Володимир Калинович, Володимир Ерденберґер, Євген Пеленський, Богдан Чехут, Осип Грицак, Роман Ерденберґер, Степан Новицький, Михайло Поточняк. Стоять зліва направо: Осип Тюшка, Н, Остап Каратницький, Степан Бандера, Юліан Гошовський, Ярослав Рак, Ярослав Падох, Роман Щуровський. Львів, «Академічний дім», 21 жовтня 1928 р.

Народився 2 січня 1908 року у селі Фалиш (тепер Стрийський район Львівської області). Батько — о. Микола — греко-католицький священик у селах Фалиш i Станків, та у 1930-х роках — стрийський декан.
Народну школу закінчив у рідному селі, а згодом перейшов на навчання до Стрийської гімназії, яку закінчив у 1926 році. Продовжує навчання у Львівській політехніці на хімічному, а згодом механічному i електричному факультетах.
5 грудня 1923 став членом Пласту (псевдо «Мак») i належав до 5-го куреня юнаків iм. князя Ярослава Осмомисла, який діяв у гімназії. Юліан Гошовський — один із двадцяти засновників куреня УСП iм. Івана Богуна, згодом перейменованого на курінь «Червона Калина».
До Української Військової Організації вступив у другій половині 1920-х років. В листопаді 1928 року затриманий за поширення летючок УВО, засуджений на 10 місяців. 10 листопада 1930 року повторно заарештований за розповсюдження преси УВО-ОУН, засуджений на 3 роки.
Після звільнення у 1933 році виїхав до Німеччини, навчався у Вищій технічній школі в Шарлоттенбурзі, на спеціальності електротехніка (радіо i телебачення). Співпрацював з Українським Пресовим Бюро, заснованим ОУН для пропаганди української ідеї у світі. У 1936 році завершив навчання в Інженерній школі Ільменау, і того ж року одружився з Іванною Шульган.
Повернувся до Стрия і 1 вересня 1937 року відкрив магазин «Атом», у якому продавав електроприлади. Після початку Другої світової війни польська влада його знову арештувала, але на короткий термін. Під час радянської окупації працював директором електростанції у Стрию, але перед загрозою більшовицького арешту з родиною перейшов кордон у Генерал-губернаторство. Працював за фахом у Кракові та інших місцевостях, зокрема у компанії «Telefunken». Одночасно очолював відділ технічного зв'язку (радіозв'язку) у повстанському штабі, створеному 10 березня 1940 року при Революційному Проводі ОУН.
У 1943 році займався встановленням підпільної радіостанції «Вільна Україна» (теж «Самостійна Україна», криптонім «Афродита») у с. Ямельниця (тепер Сколівський район Львівської області).

### На еміграції
На початку серпня 1944 року разом із членом УГВР Петром Чуйком та його донькою Галиною (вдовою Івана Климіва) переправились за кордон.
Перебував спочатку в Австрії, згодом переїхав до Турина, а у 1949 році емігрував до Буенос-Айреса (Аргентина). Тривалий час працював за фахом, був членом Крайової пластової старшини. Член Спілки українських інженерів в Аргентині.
У 1959 з родиною переїхав до США. Проживав у околицях Нью-Йорка i Філадельфії, працював, брав активну участь у громадському житті, зокрема в Пласті.
Останні роки життя провів в українській оселі для пенсіонерів «Золота осінь» у місті Кергонксон, штат Нью-Йорк, до управи якої належав. Помер 31 липня 1981, залишивши дружину Іванну, доньок Віру, Ларису та Лідію, чотирьох внуків. Похований на цвинтарі Святого Андрія в Савт Бавнд Бруку.